# Diogenes Laertius
 Der er for få eller ingen kildehenvisninger i denne artikel, hvilket er et problem. Du kan hjælpe ved at angive troværdige kilder til de påstande, som fremføres i artiklen.

Diogenes Laertius (ca. 3. Årh. e.Kr.) skrev en filosofihistorie om klassisk græsk filosofi.

## Liv
Man ved intet om hans liv men hans bog Fremragende filosoffers liv er en af de allervigtigste kilder til viden om græsk filosofi. Det eneste man ved er at han må have levet efter Sextus Empiricus (ca. år 200 som han nævner og før Stephanus fra Byzans and Sopater fra Apamea (ca. år 500) som citerer ham. Han nævner ikke neoplatonismen selv om bogen er skrevet til en kvinde der er en "energisk platonist." Derfor antager man at han har virket i første halvdel af 200-tallet i Alexander Severus regeringstid. Hvor han boede er også ukendt.

## Værk
Hans bog Fremragende filosoffers liv var skrevet på græsk og vil give en oversigt over de græske filosoffers liv og filosofier. Selv om det er en ret ukritisk og ufilosofisk samling er dens værdi, i det den giver os en indsigt i filosoffernes liv. Dette ledte Michel de Montaigne til at ønske at i stedet for en Laertius havde vi haft et dusin. På den anden side advarer moderne forskere om at vi skal behandle Laertius bog med forsigtighed, især når han ikke angiver sine kilder: "Diogenes has acquired an importance out of all proportion to his merits because the loss of many primary sources and of the earlier secondary compilations has accidentally left him the chief continuous source for the history of Greek philosophy." Werner Jaeger damned him as 'that great ignoramus'.
Han bliver kritiseret for at være alt for interesseret i overfladiske detaljer ved filosoffernes liv og at mangle den intellektuelle kapacitet til at udforske deres faktiske filosofiske arbejde i nogen dybde. Men ifølge udsagn fra en munk fra 1300-tallet (Walter Burley) i hans De vita et moribus philosophorum var teksten den gang meget rigere end den der er overleveret til os.
Laertius deler sine emner ind i to "skoler" som han kalder den ioniske og den italienske. Opdelingen er tvivlsom og synes at stamme fra Sotion doxografi. Biografierne for den "Ioniske skole" begynder med Anaximander og slutter med Clitomachus, Theofrastos og Chrysippos; "italienerne" begynder med Pythagoras og sluter med Epikur. De filosoffer der var inspireret af Sokrates klassificeret sammen med ionikerne, mens Eleaterne og skeptikerne behandles under italienerne.

## Oversættelser af hans værk
- Diogenis Laertii Vitae philosophorum Miroslav Marcovich, Stuttgart-Lipsia, Teubner, 1999–2002. Bibliotheca scriptorum Graecorum et Romanorum Teubneriana, vol. 1: Books I–X; vol. 2: Excerpta Byzantina; v. 3: Indices by Hans Gärtner.
- Lives of Eminent Philosophers, redigeret af Tiziano Dorandi, Cambridge: Cambridge University Press, 2013 (Cambridge Classical Texts and Commentaries, vol. 50, ny og forbedret udgave).
- Oversættelse af R. D. Hicks:
  - Lives of Eminent Philosophers, I, 1925. Harvard University Press, Loeb Classical Library, ISBN 978-0-674-99203-0
  - Lives of Eminent Philosophers, II, 1925. Harvard University Press, Loeb Classical Library, ISBN 978-0-674-99204-7

## Eksterne referencer
- Diogenes Laërtius, Lives and Opinions of Eminent Philosophers Arkiveret 4. november 2007 hos  Wayback Machine, oversat af Charles Duke Yonge (1853)
- Ancient Greek text of Diogenes' Lives Arkiveret 6. juli 2014 hos  Wayback Machine
- Artikel om de forskellige manusksipter Arkiveret 12. oktober 2013 hos  Wayback Machine fra Tertullian Project
- En bibliografi over Lives and Opinions of Eminent Philosophers Arkiveret 2. november 2013 hos  Wayback Machine